# 青岛发电所大鲍岛配电所
36°04′24.5″N 120°18′48.3″E / 36.073472°N 120.313417°E
青岛发电所大鲍岛配电所旧址，又称胶澳商埠电汽事务所旧址，位于中国山东省青岛市市北区中山路216号，约建于1919-1920年，是青岛老城区的一处电力设施兼地标建筑。现为山东省文物保护单位青岛中山路近代建筑的一部分。

## 概况
1914年日军占领青岛后，因日侨人口增多及城市向北扩展，为满足用电需求，日本殖民当局于1918年为青岛发电所增设发电机，并于约1919-1920年间在大鲍岛与日侨聚居区“新町”之间的大窑沟新建配电所。因其尖顶塔式建筑的外观，该建筑建成后成为该地段的标志性建筑。1922年北洋政府收回青岛后，青岛市内发电供电由中日合资胶澳电气股份有限公司承担，该建筑被《接收青岛纪念写真》记载为“胶澳商埠电汽事务所”。约1920至1930年代，该楼西侧、北侧增建裙楼，形成现今规模。1949年后，该楼曾为青岛市电业局电力服务公司所使用，直至不再作为供电设施。约1990年代以后，该楼临街部分出租为商户至今。2000年，该建筑列入第一批青岛市历史优秀建筑名单。2006年12月7日，该建筑成为山东省文物保护单位青岛中山路近代建筑的一部分。

## 建筑特色
青岛发电所大鲍岛配电所旧址位于中山路北端、中山路济南路路口的三角地，建成之初时为一栋尖顶八角塔楼，据推测设计时便赋予标志性功能。建成之初占地面积仅45平方米，总高26米，地上3层，地下1层，花岗岩大块蘑菇石砌基，清水墙面，主入口位于东立面，宽1.8米，为拱券式，以花岗岩条石及鹅卵石组成扇形装饰。次入口位于西侧通往地下室。二层设高2.74米的条窗，三层设高1.52米的券式窗，条石窗套。檐口蘑菇石装饰。塔楼上部为圆柱支撑的回廊观景台，八面开高0.9米的方窗，塔顶绿色铜皮尖顶（二十世纪末曾拆除，现塔顶为重建）。楼内地下室高3.2米，为中国员工住房、厕所、浴室等。一层层高4.87米，设事务室与公众室，事务室西侧上部设电线引送口，楼梯间位于南侧。二层层高4.26米，为配电室及值班室。三层为仓库。
该楼扩建后，现占地面积305.33平方米，建筑面积1121.37平方米。扩建时除通往地下室的楼梯保留外，地上原有楼梯均拆除，楼梯口封闭，在西侧、北侧重新开门增筑楼梯，外墙面改为黄色拉毛墙面，同时使建筑出现错层等混乱状况。扩建部分为平屋顶，外立面基本遵照原有建筑。

## 图集
- 青岛发电所大鲍岛配电所，左后方为堂邑路青岛邮便局
- 胶澳商埠电汽事务所，《接收青岛纪念写真》
- 1920年代的大窑沟周边
- 1936年的“电灯公司办事处”
- 1950年代的大窑沟周边
- 配电所旧址与紧邻的高架桥，2015年1月